# シモネッタ・ステファネッリ
シモネッタ・ステファネッリ（Simonetta Stefanelli, 1954年11月30日 - ）は、イタリア出身の女優である。

## 人物
イタリア・ローマ生まれ。1972年に出演した映画「ゴッドファーザー」のアポロニア・コルレオーネ役で知られる。
1975年の映画「秘められた好奇心/テーブルの下の誘惑」で共演したミケーレ・プラチドと結婚するも1994年離婚。夫との間に儲けた子供の一人、ヴィオランテ・プラシドは女優になった。1992年、女優業を引退。以降は実業家として活躍している。

## 出演作品

### 映画
- 濡れた貴婦人
- ゴッドファーザー（アポロニア・コルレオーネ）
  - ゴッドファーザー・サガ（アポロニア・コルレオーネ）
  - ゴッドファーザー 1901-1959/特別完全版（アポロニア・コルレオーネ）
- 秘められた好奇心/テーブルの下の誘惑
- マフィア・コネクション
- 黄金の7人・1+6/エロチカ大作戦